# 莫维耶尔
莫维耶尔（法語：Mauvières，法語發音：[movjɛʁ]）是法国安德尔省的一个市镇，位于该省西南部，属于勒布朗区。

## 地理
莫维耶尔（46°34'26"N, 1°5'19"E）面积23.94 平方千米，位于法国中央-卢瓦尔河谷大区安德尔省，该省份为法国中部省份，北起卢瓦-谢尔省，西北接安德尔-卢瓦尔省，西南接维埃纳省，南至克勒兹省和上维埃纳省，东临谢尔省。
与莫维耶尔接壤的市镇（或旧市镇、城区）包括：贝拉布尔、勒布朗、孔克勒米耶、伯奈兹河畔圣伊莱尔。

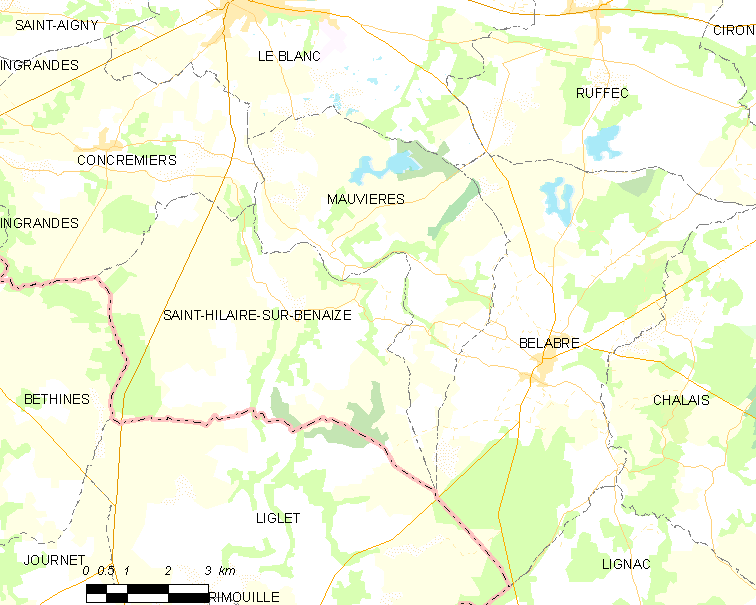
莫维耶尔的OSM定位图

莫维耶尔的时区为UTC+01:00、UTC+02:00（夏令时）。

## 行政
莫维耶尔的邮政编码为36370，INSEE市镇编码为36114。

## 政治
莫维耶尔所属的省级选区为圣戈捷县。

## 人口

1962-2008年间莫维耶尔人口变化图示

莫维耶尔于2022年1月1日时的人口数量为307人。